# OSW (brydż)
OSW (akronim od polskiej nazwy „odzywka szlemowo-wywiadowcza”) inaczej odzywka pytająca (ang. asking bid) – brydżowa konwencja licytacyjna opracowana przez Eliego Culbertsona, stanowiła część stworzonego przez niego systemu licytacyjnego.
Celem konwencji jest sprawdzenie, czy partner ma zatrzymanie I klasy (As lub renons) albo zatrzymanie II klasy (Król lub singleton) w kolorze zapytania. Informacja ta ma wpływ na decyzję o zalicytowaniu gry szlemowej. Jeśli partnerzy nie mają odpowiednich zatrzymań, licytowanie gry szlemowej jest nieopłacalne. 
Według klasycznych ustaleń pytaniami OSW były odzywki na poziomie czterech lub wyższym po wcześniejszym bezpośrednim lub domyślnym uzgodnieniu koloru do gry. Według innych ustaleń pytania OSW mogły być też zgłoszone na poziomie trzech uzgadniając kolor partnera w sposób domyślny. Klasycznym przykładem OSW jest licytacja:
```
1♠ – 3♠
4
♦
```

gdzie ostatnia odzywka jest pytaniem OSW po ustaleniu pików jako koloru atutowego. Przykładem, w którym kolor partnera jest ustalony w sposób domyślny może być sekwencja:
```
1♠ – 2♣
4
♦
```

lub:
```
1♠ – 4♣
```

Czy nawet według niektórych ustaleń:
```
1♠ – 3
♦
```

Po pytaniu OSW partner pytającego nie może pasować, jak po każdej odzywce konwencyjnej.
Odpowiedzi na pierwsze pytanie OSW są następujące:
- powrót na kolor uzgodniony na najniższej wysokości pokazuje brak zatrzymania I lub II klasy w kolorze OSW,
- przeskok w kolorze atutowym pokazuje asa atu i zatrzymanie II klasy w kolorze OSW,
- podniesienie koloru OSW pokazuje asa w tym kolorze i brak innych asów,
- nowy kolor na najniższej wysokości pokazuje asa w licytowanym kolorze i zatrzymanie II klasy w kolorze OSW,
- BA na najniższej wysokości obiecuje zatrzymanie II klasy w kolorze OSW i dwa asy,
- BA z przeskokiem pokazuje zatrzymanie II klasy w kolorze OSW i trzy asy.

Po pierwszym pytaniu OSW możliwe jest zadanie drugiego pytania w ten sam kolor (wyjaśniające OSW, powtórne OSW) lub w inny kolor (kolejne OSW).
Obecnie w takich samych sekwencjach licytacyjnych stosuje się raczej odzywki wskazujące zatrzymania (ang. cue bid).